# کوستالیتن ویزیونوک
کوستالیتن ویزیونوک (اوکراینی: Костянтин Петрович Візьонок؛ زادهٔ ۲۷ مارس ۱۹۷۶) بازیکن فوتبال اهل اوکراین است.
از باشگاه‌هایی که در آن بازی کرده‌است می‌توان به باشگاه فوتبال بالتیکا کالینینگراد، باشگاه فوتبال اسپورتاکادمکلاب مسکو، و باشگاه فوتبال استال کامیانسکه اشاره کرد.